# Ceramonema rectulatum
Ceramonema rectulatum är en rundmaskart som beskrevs av Benjamin G. Chitwood 1936. Ceramonema rectulatum ingår i släktet Ceramonema och familjen Ceramonematidae. Inga underarter finns listade i Catalogue of Life.